# Trichomycterus pantherinus
Trichomycterus pantherinus är en fiskart som beskrevs av Alencar och Costa 2004. Trichomycterus pantherinus ingår i släktet Trichomycterus och familjen Trichomycteridae. Inga underarter finns listade i Catalogue of Life.